# Making Fun of Things You Don't Understand
Making Fun of Things You Don't Understand is de tweede ep van de Amerikaanse ska-punkband Less Than Jake. Het album werd uitgegeven op 10-inch vinyl in 1995 via het platenlabel Far Out Records. De meeste nummers zijn heruitgegeven op het verzamelalbum Losers, Kings, and Things We Don't Understand uit 1995. De nummers "Downbeat", "Big" en "Shotgun" zijn opnieuw opgenomen voor het debuutalbum Pezcore.

## Nummers
1. "Soundman"
2. "Soundcheck"
3. "24 Hours in Paramus"
4. "Whipping Boy"
5. "Downbeat"
6. "Shotgun"
7. "Big"
8. "Down in the Mission"
9. "St. James Hotel"

## Band
- Chris Demakes - gitaar, zang
- Roger Manganelli - basgitaar, zang
- Vinnie Fiorello - drums
- Buddy "Goldfinger" Schaub - trombone
- Jessica Mills - saxofoon